# Клеман Лангле
Клема́н Ніколя́ Лора́н Лангле́ (фр. Clément Nicolas Laurent Lenglet, нар. 17 червня 1995, Бове) — французький футболіст, захисник клубу «Барселона», який на правах оренди виступає за «Атлетіко» (Мадрид).
Виступав, зокрема, за клуби «Нансі» та «Севілья», а також збірну Франції.

## Клубна кар'єра
Народився 17 червня 1995 року в місті Бове. Вихованець юнацьких команд футбольних клубів «Моншеврей», «Шантії» та «Нансі». За останню з цих команд 27 вересня 2013 року в матчі проти «Арль-Авіньйона» він дебютував у Лізі 2. У наступному сезоні Крістіан завоював місце в основі. 29 січня 2016 року в поєдинку проти «Клермона» Лангле забив свій перший гол за «Нансі». У тому ж сезоні Лангле допоміг клубу вийти в елітний дивізіон. 14 серпня в матчі проти «Ліона» він дебютував у Лізі 1. 
На початку 2017 року Лангле перейшов до іспанської «Севільї» за 6 млн євро, підписавши контракт на чотири роки. 29 січня в матчі проти «Еспаньйола» він дебютував у Ла Лізі. У поєдинку проти «Еспаньйола» Клеман забив свій перший гол за «Севілью». 1 листопада в поєдинку групового етапу Ліги чемпіонів проти московського «Спартака» він забив гол. Станом на 21 грудня 2021 року відіграв за клуб з Севільї 56 матчів в національному чемпіонаті.
Влітку 2018 року Клеман Лангле за майже 36 мільйонів євро перейшов до «Барселони». Станом на 21 грудня 2021 року захисник провів у складі каталонців 121 матч у чемпіонаті Іспанії.

## Виступи за збірні
2010 року дебютував у складі юнацької збірної Франції. У 2012 році в складі збірної до 17 років Лангле взяв участь у юнацькому чемпіонаті Європи у Словенія. На турнірі він зіграв у матчах проти Ісландії, Грузії Німеччині, проте французи з групи не вийшли. Всього взяв участь у 29 іграх на юнацькому рівні.
2014 року залучався до складу молодіжної збірної Франції. На молодіжному рівні зіграв у 12 офіційних матчах.

## Статистика виступів

### Статистика клубних виступів
| Сезон                 | Команда               | Чемпіонат             | Чемпіонат | Чемпіонат | Національний кубок | Національний кубок | Національний кубок | Континентальні кубки | Континентальні кубки | Континентальні кубки | Інші змагання | Інші змагання | Інші змагання | Усього | Усього |
| Сезон                 | Команда               | Ліга                  | Ігор      | Голів     | Ліга               | Ігор               | Голів              | Ліга                 | Ігор                 | Голів                | Ліга          | Ігор          | Голів         | Ігор   | Голів  |
| --------------------- | --------------------- | --------------------- | --------- | --------- | ------------------ | ------------------ | ------------------ | -------------------- | -------------------- | -------------------- | ------------- | ------------- | ------------- | ------ | ------ |
| giu. 2012             | «Нансі-2»             | АЧФ (IV)              | 1         | 0         | -                  | -                  | -                  | -                    | -                    | -                    | -             | -             | -             | 1      | 0      |
| 2012–13               | «Нансі-2»             | АЧФ (IV)              | 9         | 1         | -                  | -                  | -                  | -                    | -                    | -                    | -             | -             | -             | 9      | 1      |
| 2013–14               | «Нансі-2»             | АЧФ2 (V)              | 18        | 4         | -                  | -                  | -                  | -                    | -                    | -                    | -             | -             | -             | 18     | 4      |
| 2014–15               | «Нансі-2»             | АЧФ2 (V)              | 5         | 1         | -                  | -                  | -                  | -                    | -                    | -                    | -             | -             | -             | 5      | 1      |
| Усього за «Нансі-2»   | Усього за «Нансі-2»   | Усього за «Нансі-2»   | 33        | 6         |                    |                    |                    |                      |                      |                      |               |               |               | 33     | 6      |
| 2013–14               | «Нансі»               | Л2                    | 3         | 0         | КФ+КЛ              | 0+0                | 0                  | -                    | -                    | -                    | -             | -             | -             | 3      | 0      |
| 2014–15               | «Нансі»               | Л2                    | 22        | 0         | КФ+КЛ              | 3+2                | 1+0                | -                    | -                    | -                    | -             | -             | -             | 27     | 1      |
| 2015–16               | «Нансі»               | Л2                    | 34        | 2         | КФ+КЛ              | 1+1                | 0                  | -                    | -                    | -                    | -             | -             | -             | 36     | 2      |
| 2016–17               | «Нансі»               | Л1                    | 18        | 0         | КФ+КЛ              | 0+2                | 0                  | -                    | -                    | -                    | -             | -             | -             | 20     | 0      |
| Усього за «Нансі»     | Усього за «Нансі»     | Усього за «Нансі»     | 77        | 2         |                    | 9                  | 1                  |                      | -                    | -                    |               | -             | -             | 86     | 3      |
| 2016–17               | «Севілья»             | ПД                    | 17        | 0         | КІ                 | 1                  | 0                  | ЛЧ                   | 1                    | 0                    | -             | -             | -             | 19     | 0      |
| 2017–18               | «Севілья»             | ПД                    | 35        | 3         | КІ                 | 8                  | 0                  | ЛЧ                   | 11                   | 1                    | -             | -             | -             | 54     | 4      |
| Усього за «Севілью»   | Усього за «Севілью»   | Усього за «Севілью»   | 52        | 3         |                    | 9                  | 0                  |                      | 12                   | 1                    |               | -             | -             | 73     | 4      |
| 2018–19               | «Барселона»           | ПД                    | 23        | 1         | КІ                 | 9                  | 1                  | ЛЧ                   | 12                   | 0                    | СІ            | 1             | 0             | 45     | 2      |
| 2019–20               | «Барселона»           | ПД                    | 28        | 2         | КІ                 | 3                  | 1                  | ЛЧ                   | 9                    | 1                    | СІ            | 0             | 0             | 40     | 4      |
| 2020–21               | «Барселона»           | ПД                    | 33        | 1         | КІ                 | 5                  | 0                  | ЛЧ                   | 8                    | 0                    | СІ            | 2             | 0             | 48     | 1      |
| 2021–22               | «Барселона»           | ПД                    | 21        | 0         | КІ                 | 0                  | 0                  | ЛЧ+ЛЄ                | 4+2                  | 0                    | СІ            | 0             | 0             | 27     | 0      |
| Усього за «Барселону» | Усього за «Барселону» | Усього за «Барселону» | 105       | 4         |                    | 17                 | 2                  |                      | 35                   | 1                    |               | 3             | 0             | 160    | 7      |
| Усього за кар'єру     | Усього за кар'єру     | Усього за кар'єру     | 267       | 15        |                    | 35                 | 3                  |                      | 47                   | 2                    |               | 3             | 0             | 352    | 20     |

### Статистика виступів за збірну
| Дата       | Місто            | Господарі | Результат               | Гості     | Турнір                               | Голи | Примітки |
| ---------- | ---------------- | --------- | ----------------------- | --------- | ------------------------------------ | ---- | -------- |
| 11-6-2019  | Андорра-ла-Велья | Андорра   | 0 – 4                   | Франція   | Відбір до ЧЄ 2020                    | -    |          |
| 7-9-2019   | Сен-Дені         | Франція   | 4 – 1                   | Албанія   | Відбір до ЧЄ 2020                    | -    |          |
| 10-9-2019  | Сен-Дені         | Франція   | 3 – 0                   | Андорра   | Відбір до ЧЄ 2020                    | 1    |          |
| 11-10-2019 | Рейк'явік        | Ісландія  | 0 – 1                   | Франція   | Відбір до ЧЄ 2020                    | -    |          |
| 14-10-2019 | Сен-Дені         | Франція   | 1 – 1                   | Туреччина | Відбір до ЧЄ 2020                    | -    |          |
| 14-11-2019 | Сен-Дені         | Франція   | 2 – 1                   | Молдова   | Відбір до ЧЄ 2020                    | -    |          |
| 17-11-2019 | Тирана           | Албанія   | 0 – 2                   | Франція   | Відбір до ЧЄ 2020                    | -    | 26'      |
| 8-9-2020   | Сен-Дені         | Франція   | 4 – 2                   | Хорватія  | Ліга націй УЄФА 2020—2021 - 1-й етап | -    | 38'      |
| 7-10-2020  | Сен-Дені         | Франція   | 7 – 1                   | Україна   | товариський матч                     | -    |          |
| 14-10-2020 | Загреб           | Хорватія  | 1 – 2                   | Франція   | Ліга націй УЄФА 2020—2021 - 1-й етап | -    |          |
| 11-11-2020 | Сен-Дені         | Франція   | 0 – 2                   | Фінляндія | товариський матч                     | -    | 80'      |
| 28-3-2021  | Астана           | Казахстан | 0 – 2                   | Франція   | Відбір до ЧС 2022                    | -    |          |
| 28-6-2021  | Бухарест         | Франція   | 3 – 3 д.ч. (4 – 5 п.п.) | Швейцарія | ЧЄ 2020 - 1/8 фіналу                 | -    | 46'      |
| 7-9-2021   | Десін-Шарп'є     | Франція   | 2 – 0                   | Фінляндія | Відбір до ЧС 2022                    | -    | 90'      |
| 13-11-2021 | Париж            | Франція   | 8 – 0                   | Казахстан | Відбір до ЧС 2022                    | -    | 79'      |
| Усього     |                  | Матчів    | 15                      |           | Голів                                | 1    |          |

| Дата       | Місто         | Господарі          | Результат | Гості             | Турнір                             | Голи | Примітки |
| ---------- | ------------- | ------------------ | --------- | ----------------- | ---------------------------------- | ---- | -------- |
| 25-3-2015  | Валансьєнн    | Франція            | 6 – 0     | Естонія           | Товариський матч                   | -    | 71'      |
| 30-3-2015  | Седан (місто) | Франція            | 4 – 1     | Нідерланди        | Товариський матч                   | -    | 87'      |
| 11-6-2015  | Геньон        | Франція            | 1 – 1     | Південна Корея    | Товариський матч                   | -    |          |
| 12-11-2015 | Генгам        | Франція            | 1 – 0     | Північна Ірландія | Кваліфікація молодіжного Євро-2017 | -    | 72'      |
| 15-11-2015 | Скоп'є        | Північна Македонія | 2 – 2     | Франція           | Кваліфікація молодіжного Євро-2017 | -    | 62'      |
| 24-3-2016  | Анже          | Франція            | 2 – 0     | Шотландія         | Кваліфікація молодіжного Євро-2017 | -    | 59'      |
| 2-6-2016   | Венеція       | Італія             | 0 – 1     | Франція           | Товариський матч                   | -    | 64'      |
| 6-10-2016  | Гавр          | Франція            | 5 – 1     | Грузія            | Товариський матч                   | -    | 71'      |
| 11-10-2016 | Белфаст       | Північна Ірландія  | 0 – 3     | Франція           | Кваліфікація молодіжного Євро-2017 | -    | 38'      |
| 10-11-2016 | Бове          | Франція            | 5 – 1     | Кот-д'Івуар       | Товариський матч                   | -    | 80'      |
| Усього     |               | Матчів             | 10        |                   | Голів                              | 0    |          |

## Титули і досягнення
- «Барселона»

Чемпіон Іспанії (1): 2018-19
Володар Суперкубка Іспанії (1): 2018
Володар Кубка Іспанії (1): 2020-21